# Thomas Alberter Chandler

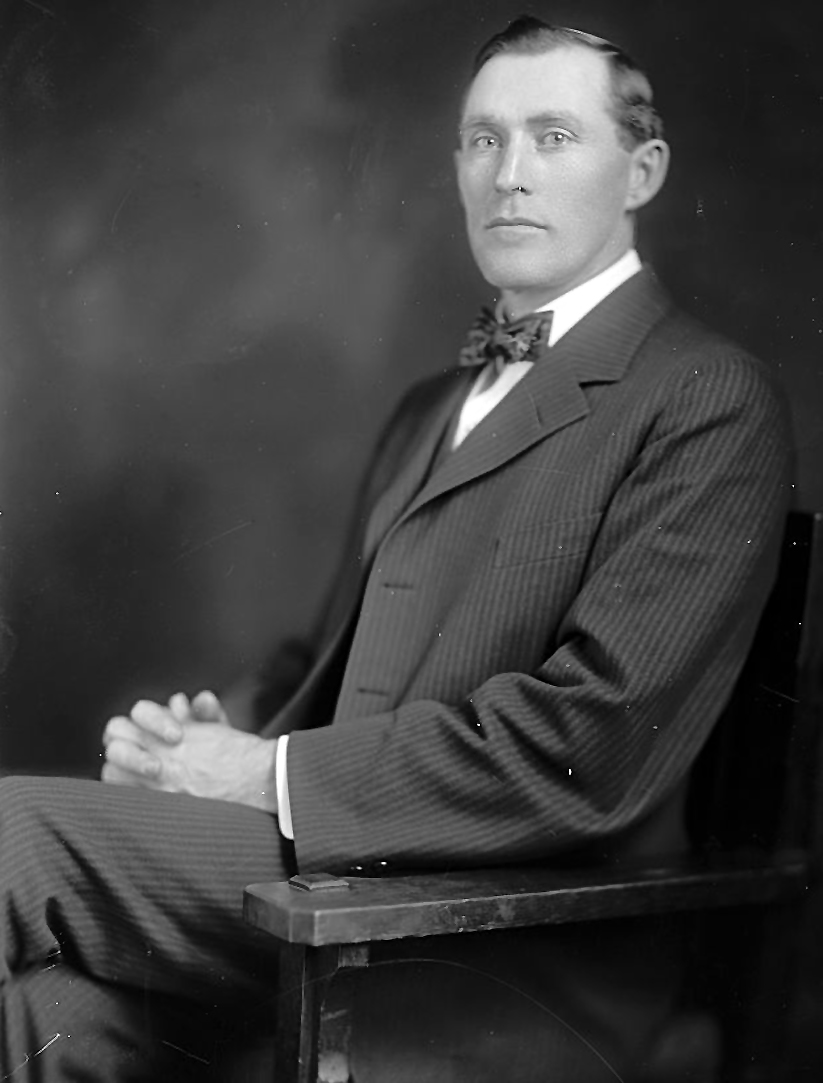
Thomas Alberter Chandler

Thomas Alberter Chandler (* 26. Juli 1871 bei Eucha, Delaware County, Oklahoma; † 22. Juni 1953 in Vinita, Oklahoma) war ein US-amerikanischer Politiker. Zwischen 1917 und 1919 sowie von 1921 bis 1923 vertrat er den ersten Wahlbezirk des Bundesstaates Oklahoma im US-Repräsentantenhaus.

## Werdegang
Thomas Chandler besuchte die öffentlichen Schulen seiner Heimat und dann bis 1888 die Worcester Academy in Vinita. Später studierte er noch am Drury College in Springfield (Missouri). Danach war er 1891 Steuereinnehmer in der Stadt Cherokee. Von 1895 bis 1898 war er Verwaltungsangestellter dieser Stadt. Zwischen 1900 und 1907 war er in der Verwaltung am Gericht im nördlichen Bezirk des Indianergebiets beschäftigt. Nachdem er selbst ein Jurastudium absolviert hatte, konnte er ab 1907 in Vinita als Rechtsanwalt arbeiten.
Chandler wurde Mitglied der Republikanischen Partei. Im Jahr 1908 war er Delegierter auf deren Republican National Convention. In den Jahren 1909 und 1910 war er Mitglied des Öffentlichkeitsausschusses des Staates Oklahoma. Neben seiner Tätigkeit als Rechtsanwalt engagierte sich Chandler auch in der Landwirtschaft, im Ölgeschäft und auf dem Immobilienmarkt.
1916 wurde Chandler im ersten Distrikt von Oklahoma in das US-Repräsentantenhaus gewählt, wo er am 4. März 1917 die Nachfolge von James S. Davenport antrat. Da er 1918 nicht wiedergewählt wurde, konnte er bis zum 3. März 1919 zunächst nur eine Legislaturperiode im Kongress absolvieren. Bei den Wahlen des Jahres 1920 konnte er aber seinen Sitz im Repräsentantenhaus von dem Demokraten Everette B. Howard zurückgewinnen. Damit verblieb er vom 4. März 1921 bis zum 3. März 1923 für eine weitere Legislaturperiode im Kongress. Bei den Wahlen 1922 unterlag er Howard, der damit zum zweiten Mal sein Nachfolger wurde.
Nach dem Ende seiner Zeit im Kongress widmete sich Chandler wieder seinen privaten Geschäften und war weiter als Rechtsanwalt tätig. Er starb im Jahr 1953 in Vinita.